# Doyana (Thion)
Pour les articles homonymes, voir Doyana.
Doyana est une commune rurale située dans le département de Thion de la province de la Gnagna dans la région de l'Est au Burkina Faso.

## Santé et éducation
Le centre de soins le plus proche de Doyana est le centre de santé et de promotion sociale (CSPS) de Thion.